# Рудолф фон Брудерман
Рудолф Николаус фон Брудерман (Ђенђеш, 9. јануар 1851 —  Калтенлојтгебен, 21. јануар 1941) био је аустроугарски генерал коњице током Првог светског рата, где је предводио Трећу аустроугарску армију током битке код Лавова.

## Лични живот
Брудерман је био син генерал-мајора Рудолфа Јохана фон Брудермана (1810–1889) и његове жене Жизеле фон Барбаци (1815–1855). Имао је два брата, Антона (1847–1881) и Адолфа (1854–1945), и сестру Гизелу Елизабету (1852–1917). Његова браћа су се такође бавила војном каријером. Оженио се Мари Албине, рођеном Јиргенс, 2. јула 1878. Нису имали деце.

## Војна каријера
Брудерман је започео своју обуку у Кадетенаншталту (нем. Kadettenanstalt  - Кадетски институт) у Хајнбургу на Дунаву. Потом је похађао Терезијанску војну академију у Винер Нојштату од 1865. до 1869. године. 1. септембра 1869. године добио је чин поручника и распоређен је у Царски и Краљевски Улански пук „Александар Други, цар Русије“ бр. 11. 1. маја 1874. унапређен је у првог поручника (нем. Oberleutnant). Након похађања Ратног колеџа у Бечу, придружио се генералштабу 1874. и тамо је добио унапређење у Капетана прве класе у генералштабу (нем. Hauptmann 1.Klasse im Generalstab) 1. новембра 1877. На лични захтев, пребачен је 1. априла 1878. у резервни списак као припадник Царског и Краљевског Уланског пука „Принц од Шварценберга“ број 2 са чином ритмајстера прве класе (нем. Rittmeister). 
1. јануара 1879. Брудерман се вратио у активну службу у Царском и Краљевском Уланском пуку „Брудерманови витезови“ бр. 1. Од 1880. до 1884. радио је као инструктор у коњичкој кадетској школи у Храњицама у Моравској, а затим је распоређен у Царски и Краљевски драгунски пук „Принц од Виндиш-Граца“ бр. 14. Док је био у овом пуку, добио је унапређење у мајора 1. новембра 1885. и у потпуковника (нем. Oberstleutnant) 1. новембра 1888. године. Преузео је команду над пуком 5. априла 1891. и унапређен је у чин Оберста (пуковника) 1. новембра 1891. године. Добио је Орден гвоздене круне треће класе у марту 1895, као награду за три године успешне службе у командовању пуком.
У марту 1897. Брудерман је преузео команду над 15. Коњичком бригадом у Тарнопољу, а 18. маја 1897. је унапређен у генерал-мајора. Од марта 1900. до краја марта 1904. командовао је 7. Коњичком дивизијом у Кракову. 1. маја 1901. унапређен је у заменика фелдмаршала (нем. Feldmarchalleutnant), а априла 1904. одликован је Великим крстом Леополдовог реда.
У јулу 1906. Брудерман је преузео позицију Царског и Краљевског генералног инспектора коњице, а 26. априла 1907. унапређен је у  Генерала коњице (нем. General der Kavallerie). Док је био на овој функцији, добио је почасну титулу пуковника (нем. Oberstinhaber) Уланског пука бр. 1 у фебруару 1907, а одликован је Орденом Гвоздене круне 1. степена у августу 1908.
Брудерман је био енергичан командант коњице који никада није видео борбу и чије је војно искуство било ограничено на маневре и оно што је прочитао у теренским приручницима. Као генерални инспектор коњице, био је одлучан да задржи тактику и етос из раније ере чак и када се рат око њега мењао крајем 19. и почетком 20. века. Спречио је модернизацију коњичких снага, одбацујући сва нова оружја као што су митраљези и одбијајући да дозволи коњици да носи маскирне униформе „сива штука“ (нем. hechtgrau) које је усвојио остатак војске. Он је сматрао да је употреба камуфлаже неспојива са херојством и веровао је да коњичке снаге с почетка 20. века треба да се боре као оне из прошлог века: јуришајући у битку преко отворених поља у шареним униформама и витлајући сабљама пред непријатељском паљбом. Неки виши официри, укључујући начелника генералштаба Франца Конрада фон Хецендорфа, желели су да замене Брудермана неким ко би модернизовао коњицу и припремио је за ратовање у 20. веку. У октобру 1912. Брудерман је унапређен у генералног инспектора армије што је омогућило Карлу Георгу Рајхсграфу фон Хуину да преузме дужност генералног инспектора коњице. Упркос овој промени, коњичке снаге аустроугарске војске ушле су у борбе у Првом светском рату под великим утицајем конзервативних Брудерманових уверења.

### Први светски рат
Уочи Првог светског рата, Брудерман је још увек био генерални инспектор војске. У систему аустроугарске војске, официр на тој позицији је обично био одређен да преузме команду над војском у случају рата, али Конрад фон Хецендорф није сматрао да је Брудерман дорастао задатку. Дакле, након што је почела мобилизација и избио Први светски рат са Аустроугарском објавом рата Србији 28. јула 1914, Конрад фон Хецендорф је августа 1914. поставио Брудермана за команданта Треће армије у источној Галицији дуж границе са Руским царством.
Током битке код Лавова, која је отворила рат са Русијом, Конрад фон Хецендорф је наредио Брудермановој војсци да преузме одбрамбену улогу око Лавова, док су Прва и Четврта армија кренуле у офанзиву против Руса северно од Треће армије. Брудерман је имао потешкоћа са својим претпостављенима у Врховној команди армије, а његове трупе су претрпеле велике поразе од стране снага Царске руске армије током битке код Комарова, посебно око Злочува 26–27. августа 1914, и у бици код Гњиле Липе 29-30. августа 1914. године, што је резултирало огромним губицима међу аустроугарским трупама. Након што су Руси ослободили Љвов, Брудерман је отпуштен са дужности 4. септембра 1914. убрзо након почетка битке код Раве. Напустио је војску на лични захтев 23. новембра 1914. и званично се пензионисао 24. марта 1915. године.

## Каснији живот
Брудерман је своју пензију провео у Бечу. Након завршетка Првог светског рата 1918. године, а посебно после 1930. године, његове војне грешке и неуспеси су у великој мери заборављени у Првој аустријској републици, па је увек био радо виђен на скуповима ратних војних ветерана. Године 1936. изабран је за почасног председника удружења ветерана Терезијанске војне академије, Удружење Стари Нојштат (нем. Vereinigung Alt Neustadt). Заједно са супругом сахрањен је у Средишњем гробљу у Бечу.

## Награде и почасти

### Аустроугарска одликовања
- Орден гвоздене круне треће класе (март 1895)
- Витез великог крста Леополдовог реда (април 1904)
- Орден гвоздене круне прве класе (август 1908)

### Одликовања страних држава
- Велики крст Албертовог реда ( Краљевина Саксонија, јул 1905)
- Витешки Велики крст Краљевског Викторијанског реда (Велика Британија, фебруар 1908)
- Орден круне (Краљевина Виртемберг, октобар 1908)
- Командант Великог крста Ордена мачева (Шведска, фебруар 1909)
- Орден Црвеног орла (Краљевина Пруска, октобар 1909)